# 八戸市立下長中学校
八戸市立下長中学校（はちのへしりつ しもながちゅうがっこう）は、青森県八戸市大字河原木にある公立中学校。生徒数は477名（2021年5月1日現在）。

## 概要
2007年4月に八戸市立白山台中学校が八戸市立根城中学校から分離して以降、八戸市内最大の中学校である。市内の中心部から少し北側に行った所が学区となっている。

## 沿革
- 1947年（昭和22年）
  - 4月1日 - 八戸市立下長小学校に併設して開校。
  - 4月21日 - 開校式挙行[3]。
- 1951年（昭和26年）
  - 5月14日 - 帽章・バッジ制定[3]。
  - 7月24日 - 大字河原木字河原木後77番2号に校舎新築落成[3]。
  - 10月2日 - 新校舎落成式挙行。
- 1957年（昭和32年）
  - 9月13日 - 体育館落成[3]。
  - 12月22日 - 校歌制定、校旗樹立[3]。
- 1960年（昭和35年）3月28日 - 増築校舎落成[3]。
- 1975年（昭和50年）
  - 9月10日 - 校舎落成創立30周年記念事業完了。
  - 10月4日 - 30周年記念式典挙行し、祝賀会開催。
- 1982年（昭和57年）4月1日 - 下長学区変更により、八戸市立北稜中学校が分離新設する。
- 1997年（平成9年） - 創立50周年記念式典挙行。[要出典]
- 2008年（平成20年）10月31日 - 創立60周年記念式典挙行。
- 2015年（平成27年）3月 - 校舎トイレ改修工事実施[4]。
- 2017年（平成29年）11月10日 - 創立70周年記念式典挙行。

### この節の出典
- 下記脚注にある『学校カルテ（下長中学校）』内「学校の概要 沿革」より（「創立50周年記念式典挙行」と「校舎トイレ改修工事」の記載を除く）。

## 部活動
- 野球部
- 陸上部
- テニス部
- 水泳部
- ソフトボール部
- 柔道部
- 剣道部
- バスケットボール部
- 卓球部
- バレーボール部
- アイスホッケー部
- 家庭部
- 科学部
- 美術部
- 吹奏楽部

## 学区
内舟渡、千田、河原木、下長町、長苗代1丁目、長苗代2丁目、長苗代3丁目、長苗代4丁目、下長1丁目、下長2丁目、下長3丁目（一部）、小田、第二高館、海上前、高館ニュータウン、高館、石堂1丁目、石堂2丁目、石堂3丁目、河原木市営、河原木県営、河原木県営第二、河原木県営第三、石堂、洲先（下長6丁目、7丁目1-3番）、石堂1丁目、石堂2丁目、石堂3丁目、石堂4丁目。

## 周辺
- JR東日本八戸線
  - 長苗代駅[2]
- 陸上自衛隊八戸駐屯地[2]

## アクセス
- 最寄バス停は「下長」バス停。
  - 八戸市営バス「A3」系統（ハイテクパーク発）・「K67」系統（旭ヶ丘営業所発）
  - 南部バス「八食200円以下バス」（登校時間帯の運行は無い）
  - 十和田観光電鉄バス「十和田八戸線」
    - JR東日本・青い森鉄道八戸駅から十鉄バスで11分。
- JR八戸駅長苗代駅から、徒歩約1.1km・約17分。